# Qullissat
Qullissat (o Qutdligssat) è un villaggio (disabitato dal 1972) della Groenlandia, sull'isola di Disko; si trova nel comune di Qeqertalik. È un vecchio insediamento minerario che si affaccia sul Vaigat; è stato il capoluogo del comune di Vaigat, ma esso è stato soppresso nel 1972 e il villaggio è stato abbandonato.